# Lanouée
Lanouée (en bretó Lannoez) és un municipi francès, situat a la regió de Bretanya, al departament d'Ar Mor-Bihan. L'any 2006 tenia 1.672 habitants.

## Demografia
| 1962                                       | 1968  | 1975  | 1982  | 1990  | 1999  |  |
| ------------------------------------------ | ----- | ----- | ----- | ----- | ----- |  |
| 1.773                                      | 1.809 | 1.710 | 1.731 | 1.637 | 1.644 |  |
| Des de 1962: població sense dobles comptes |       |       |       |       |       |  |

## Administració
| Període    | Identitat        | Partit |
| ---------- | ---------------- | ------ |
| 2001- 2008 | René Jolivet     |        |
| 2008-2009  | Joël Guillot     |        |
| 2009-      | Gérard Granvalet |        |